# ملحم خلف
ملحم خلف (20 يناير 1962 -)؛ نائب ومحام لبناني، وهو نقيب المحامين السابق في بيروت (2019 - 2021)، ولد في رأس بيروت (لبنان) في العام 1962 من عائلة جذورها بسكنتا ونفوسها زحلة. تميّز منذ شبابه بنضاله الإنساني والاجتماعي والوطني، انتخبته الجمعية العمومية للأمم المتحدة في العام 2015، عضوًا في اللجنة الدولية للقضاء على التمييز العنصري في جنيف، وسنة 2017، انتخب نائباً لرئيس هذه اللجنة.

## سيرة
ولد ملحم إميل خلف في رأس بيروت في 20 كانون الثاني 1962، أما نفوسه فتعود إلى بلدة حوش الزراعنة (قضاء زحلة البقاع)، ورقم سجله 54. مُتحدّر من عائلة قانونيين رفدت إلى المحاماة والقضاء العديد مِنْ أبنائها.
تلقّى علومه في مدرسة سيدة الجمهور، وبعد نيله إجازة في الحقوق من جامعة القديس يوسف في بيروت، تابع دروسه في جامعة مونبيليه الفرنسية حيث نال درجة دكتوراه في القانون بموضوع «المعلوماتية القانونية وتطبيقها في مجال قانون الإرث وفق الشرع الإسلامي» الذي تعمّق به في جامعة الأزهر في القاهرة. وعمل في العام 1989، لدى المركز الوطني الفرنسي للبحث العلمي في باريس «CNRS-Paris».
تطوّع كمسعف في الصليب الأحمر اللبنانيّ خلال فترة الحرب الأهلية اللبنانية. وشارك عضوًا في لجنة تحديث القوانين لدى وزارة العدل اللبنانية، وعضوًا في اللّجنة الوطنية اللبنانيّة لدى الأكاديمية الدولية للقانون المقارن في لاهاي - هولندا. كما شارك في العديد من المؤتمرات القانونية الدولية، وقد نظّم بعضها.

## عمله
سُجّل ملحم خلف محاميًّا مُتدرجًا في نقابة المحامين في بيروت، في مكتب المحامي البروفسور فايز الحاج شاهين. ثمّ انتقل إلى الجدول العام ممارسًا المهنة في مكتبه في بيروت. وقد انخرط في العمل النقابي منذ انتسابه من خلال تعيينه في عدّة لجان داخل النقابة، ومن خلال تكليفه بعدّة مهام من قبل نقيب المحامين.
منذ العام 1990، هو أُستاذ في كليّة الحقوق والعلوم السياسية في جامعة القديس يوسف. كما يشارك في مناقشة أُطروحات لمنح درجة دكتوره في القانون في جامعات لبنانيّة وفرنسيّة.
عمل خلف، إلى جانب اهتماماته المهنيّة والنقابيّة والأكاديمية، في السنوات الثلاثين الماضية، لتحصين السلم الأهلي والعيش معًا، إذ أسس في العام 1985، جمعية «فرح العطاء» الخيرية (Offre Joie) وطوّر أعمالها في لبنان والعراق والولايات المتحدة وفرنسا وفي عدّة دول عربية وأُوروبية. ومنذ العام 1985، تقود الجمعية أنشطة ملموسة ومستمرة لإقامة روابط بين جميع اللبنانيين، وإصلاح أضرار الحرب أو الأذى الناجم عن الانفجارات، وحشد جهود المجتمع المدني من أجل لبنان الوحدة والتضامن.
خلف أيضًا من مؤسسي مبادرة «معًا حول مريم» التي أفضت إلى تكريس 25 آذار كيوم وطني لبناني جامع. وفي العام 2015، انتخبته الجمعية العموميّة للأُمم المتحدة عضوًا في اللجنة الدولية للقضاء على التمييز العنصري في جينيف، وانتخب في 2017، نائبًا لرئيس هذه اللجنة.
له عدّة أبحاث ومقالات تُعالج غير موضوع في مجالات القانون وحقوق الإنسان والسياسة والثقافة.
خاض انتخابات نقابة المحامين في بيروت في 17 تشرين الثاني (نوفمبر) 2019، مستقلاً، تحت شعار «نقابة المحامين رافعة الوطن»، وعدّ كثيرون في لبنان، أن فوزه في الانتخابات في نقابة المحامين، يمثل انتصارًا للثورة اللبنانية التي انطلقت في 17 تشرين الأول 2019، وحققت انجازات عديدة، أبرزها استقالة الحكومة، والإطاحة بتسمية أكثر من شخص لمنصب رئاسة الحكومة. وقد احتفل المحامون بفوز خلف حينها بهتاف صدح في مقر النقابة «هيلا هيلا هو... جبنا النقيب يا حلو»، إذ مثل فوز خلف «انكسار تحالف السلطة في الانتخابات». وقد وصفته صحيفة اللواء البيروتية بـ«نبض الثورة»، وصحيفتا العربي الجديد والأخبار بـ«مرشح الثورة»، كما وُصف بـ«نقيب الوطن»، و«نقيب الشعب اللبناني».
انتخبته الجمعية العموميّة للأُمم المتحدة عضوًا في اللجنة الدولية للقضاء على التمييز العنصري في جينيف، وسنة 2017، انتُخب نائبًا لرئيس هذه اللجنة. كما فاز بعدة جوائز منها جائزة جائزة الرئيس اللبناني الرحل إلياس الهراوي السنوية في صيف العام 2018. وهو مطلق العديد من مبادرات السلام مثل الصلوات المشتركة، والمسيرات في خضم الأزمة السياسية، ومشاريع إعادة الإعمار في العراق ولبنان.

## النقيب
فور اعلان فوزه بانتخابات نقابة المحامين في بيروت في 17 تشرين الثاني 2019، حيا النقيب الجديد خلف «عشاق الديموقراطية التي تتحلى بها النقابة». وأمل «بأن يكون مشهد العرس الذي عشناه اليوم ممتدًا على الوطن بكامله، وبأن تدخل الديموقراطية لتجديد المؤسسات التي نريدها حصنًا منيعًا لتكون حماية للوطن والمواطن كما هي نقابة المحامين»، وأكد أن «نقابة المحامين منذ مئة عام، كانت ولا تزال الحصن الأول للحريات العامة ولحقوق الناس..».
وقال خلف على خلفية الحراك الشعبي اللبناني: «نريد قيام دولة عادلة، ونريدها أيضًا ألا تخشى من تداول السلطة، ونؤمن أنّ نقابة المحامين هي رافعة الوطن».
وأضاف: «أمنيتي أن تعلموا أن النتائج هي نتائج بمنافسة، وأهنئ جميع من نافس، وهذا سبب نجاح نقابة المحامين، ونريد إعطاء نموذج للمواطن والنقابة إستمرارية».
بعد انتخابات جديدة للنقابة في 21 تشرين الثاني (نوفمبر) 2021، فاز بمنصب النقيب الجديد ناضر كسبار وهو النقيب الـ 54 للمحامين في بيروت، بعد أن دامت ولاية خلف عامين.

## النائب
فاز ملحم خلف بعضوية مجلس النواب اللبناني في 17 أيار/مايو 2022، عن دائرة بيروت الثانية. وقد خاض الانتخابات ضمن لائحة «بيروت التغيير» والمؤلفة من: إبراهيم منيمنة، فاطمة مشرف، سماح حلواني، رشدي قباني، إيمان طبارة، وضاح الصادق (عن الطائفة السنية)، محمود فقيه، علي عباس (عن الطائفة الشيعية)، ملحم خلف (أرثوذكسي)، هاني الأحمدية (درزي)، ونهاد يزبك ضومط (إنجيلي). ولم يفز من اللائحة سوى: خلف ومنيمنة والصادق.

## وصلات خارجية
- ملحم خلف: على الحكومة المقبلة ان تضع الإنسان من أهم اولوياتها
- نبض الثورة ينتصر.. المستقل ملحم خلف نقيباً للمحامين
- ملحم خلف: كلّ من اراد ان يخرج عن قسمه عليه ان يخرج من النقابة
- «جبنا النقيب يا حلو».. «ثورة» لبنان تنتخب نقيب المحامين
- ملحم خلف، الامل بلبنان الجديد الذي نحلم به جميعا
- خلف نقيباً للمحامين في بيروت: الأحزاب تلتحق بالمُستقلّين!
- نقيب المحامين الجديد في لبنان يثير الجدل.. من هو؟